# Royal Khmer Airlines
Royal Khmer Airlines là một hãng hàng không được thành lập năm 2000, trụ sở chính được đặt tại Sân bay quốc tế Pochentong ở Phnom Penh.

## Điểm đến

#### Campuchia
- - Phnom Penh (Sân bay quốc tế Pochentong)
  - Siem Reap (Sân bay quốc tế Angkor)

#### Hàn Quốc
- - Seoul (Sân bay quốc tế Incheon)

#### Malaysia
- - Kuala Lumpur (Sân bay quốc tế Kuala Lumpur)

#### Việt Nam
- - Hà Nội (Sân bay quốc tế Nội Bài)
  - Thành phố Hồ Chí Minh (Sân bay quốc tế Tân Sơn Nhất)

## Máy bay
Đội bay của Royal Khmer Airlines tính đến Tháng 4, 2008.
- 8 Boeing 727-200